# ديف بريسلر
ديف بريسلر (بالإنجليزية: Dave Pressler)‏ هو رسام رسوم متحركة ورسام أمريكي، ولد في 1964 في شيكاغو في الولايات المتحدة.

## وصلات خارجية
- الموقع الرسمي
- ديف بريسلر على موقع IMDb (الإنجليزية)
- ديف بريسلر على موقع قاعدة بيانات الفيلم (الإنجليزية)